# Acasis viridata
Acasis viridata là một loài bướm đêm thuộc họ Geometridae. Nó được Packard miêu tả năm 1873. Nó được tìm thấy ở Newfoundland tới British Columbia và gần phần phía bắc của Hoa Kỳ, phía nam đến đông Florida, và tây Colorado và Oregon.
Sải cánh dài 18–20 mm. Con trưởng thành bay từ tháng 4 đến tháng 7 ở North America. Có một lứa một năm.
Ấu trùng ăn đầu hoa của loài Viburnum cassinoides.